# 4366 Venikagan
4366 Venikagan eller 1979 YV8 är en asteroid i huvudbältet som upptäcktes den 24 december 1979 av den sovjetisk-ryska astronomen Ljudmila Zjuravljova vid Krims astrofysiska observatorium på Krim. Den är uppkallad efter Veniamin F. Kagan.
Asteroiden har en diameter på ungefär 16 kilometer och den tillhör asteroidgruppen Themis.